# Тульце
Тульце (пол. Tulce, нім. Brenkhausen) — село в Польщі, у гміні Клещево Познанського повіту Великопольського воєводства.
Населення — 2447 осіб (2011).
У 1975-1998 роках село належало до Познанського воєводства.

## Демографія
Демографічна структура станом на 31 березня 2011 року:
|          | Загалом | Допрацездатний вік | Працездатний вік | Постпрацездатний вік |
| -------- | ------- | ------------------ | ---------------- | -------------------- |
| Чоловіки | 1204    | 356                | 781              | 67                   |
| Жінки    | 1243    | 315                | 789              | 139                  |
| Разом    | 2447    | 671                | 1570             | 206                  |